# Dar al-Magana (Fez)

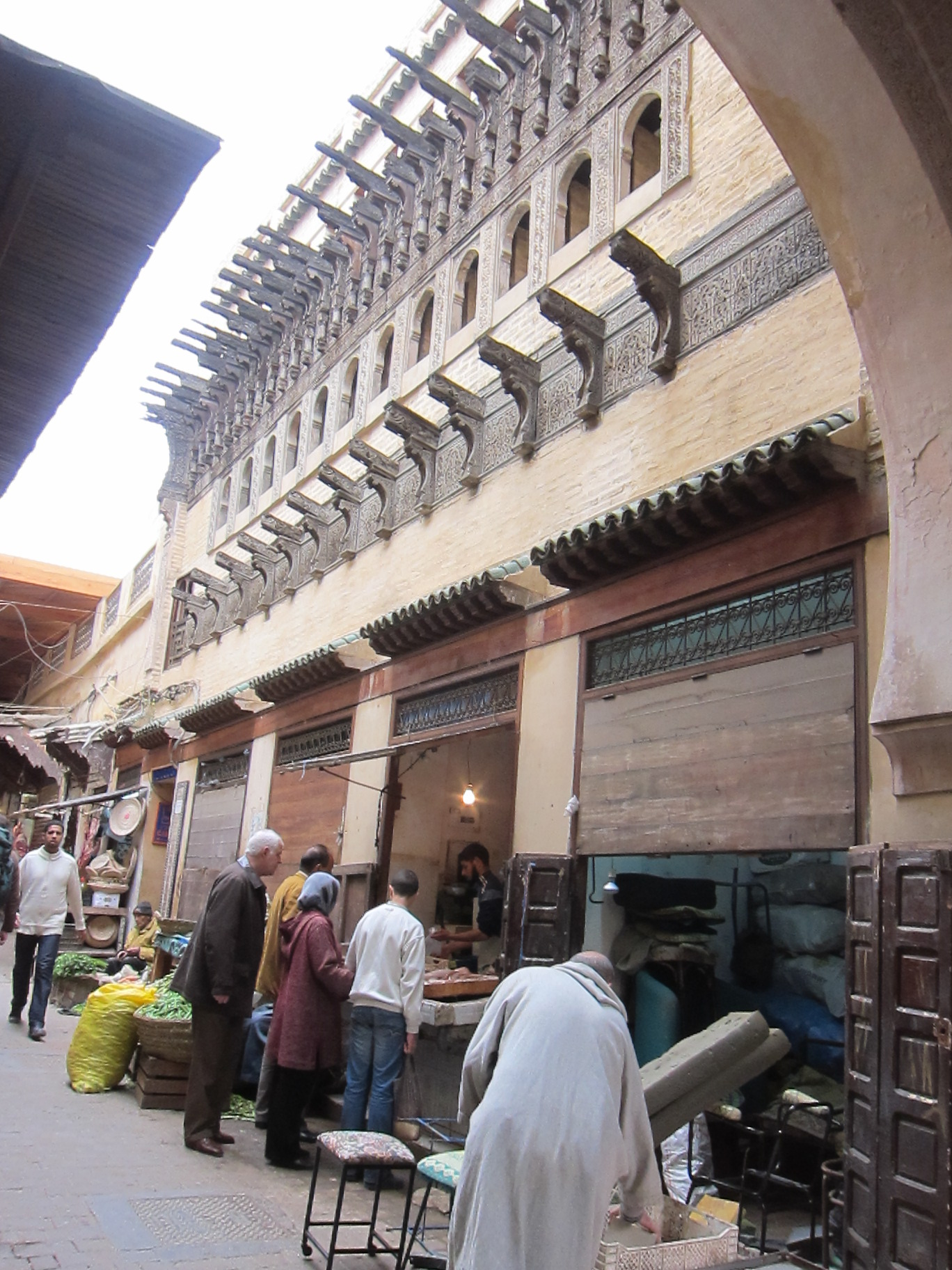
Dar al-Magana o casa del reloj en la medina de Fez, Marruecos.

Dar al-Magana, (en árabe: casa del reloj) es un edificio del siglo XIV de la medina de Fez, Marruecos, construido por el sultán benimerín Abu Inán Faris que alberga un reloj de agua. Ubicado en el extremo sur de la calle Taala Kebira, para servir a la madrasa de Bou Inania y a su mezquita frente al mismo, construidas de manera contemporánea.
El edificio también es conocido como la casa de Maimónides debido a una leyenda popular que afirma que fue la residencia del célebre filósofo judío Maimónides.

## Historia

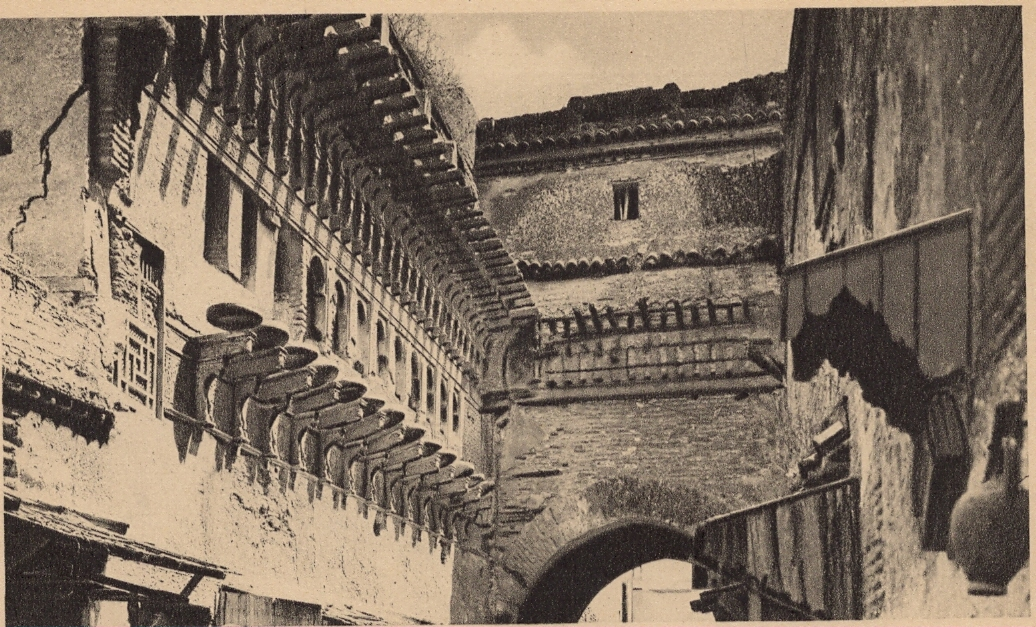
Fotografía de comienzos del siglo donde todavía se aprecian los cuencos retirados en 2004.

El reloj era parte de un gran complejo centrado en la madrasa de Bou Inania construida por el sultán benimerí Abu Inán Faris. Según la inscripción fundacional, la construcción de la madrasa comenzó el 28 de diciembre de 1350 y concluyó en 1355. Según el historiador al-Jaznai, el reloj fue terminado el 6 de mayo de 1357 (14 de Yumadà I del año 758 de la hégira). El diseñador fue un muwaqqit llamado Abu al-Hassan Ibn Ali Ahmed el-Tlemsani. El reloj seguiría los mismos principios de un reloj de agua anterior construido para la Dar al-Muwaqqit de la mezquita Qarawiyyin por el sultán Abu Said en 1317.

## Descripción
Los elementos arquitectónicos aún visibles no permiten discernir bien el mecanismo de su funcionamiento. Sin embargo a partir de los vestigios aún existentes, de los que aún podemos observar en la fachada las 12 ventanas acabadas en arco, por las que seguramente aparecían autómatas, y las 12 plataformas sobre las que apoyaban 12 cuencos de bronce, parece deducirse que el reloj funcionaba según el sistema de las horas desiguales. En este sistema de origen griego, la hora se entendía como la doceava parte del arco diurno recorrido por el Sol, dado que tal arco varía a lo largo del año, la duración de la hora también varía.
Presumiblemente, el reloj era accionado por una especie de carrito que se deslizaba de izquierda a derecha por detrás de las doce puertas. El carrito debía estar atado por un extremo a una cuerda de la que colgaba un contrapeso y por el otro a una cuerda de la que colgaba un flotador situado sobre la superficie de agua de un depósito que se vaciaba de forma regular. A medida que el agua de la cisterna se vaciaba a través de un tubo de desagüe situado en la parte inferior del depósito, el flotador de madera descendía impulsando el carrito por medio de cuerdas y poleas y haciendo abrir las ventanas. De cada una de estas ventanas se liberaba una bola de metal que caía en caída libre sobre un tímpano metálico, indicando así la hora del día. Por la tarde el relojero o muwaqqit volvía a poner las bolas metálicas en su lugar y ajustaba el reloj para el día siguiente.
Las vigas o canes que se proyectan hacia el exterior del edificio por encima de las ventanas son idénticas a las vigas de la madrasa de Bou Inania y sostenían un pequeño tejado que protegía a las puertas y cuencos. 

## Restauración
El reloj habría sido abandonado hacia el final del reino de los Meriníes, hace cinco siglos, y desde entonces ha permanecido mudo. Pese a haber sido objeto de numerosas investigaciones, desgraciadamente ninguna persona hasta la fecha ha sido capaz de volverlo a poner en marcha. La parte más importante “Al Fara”, el broche, se cree que estaba fabricada en oro macizo y nunca ha sido reencontrada. Los cuencos fueron retirados en el 2004 para su restauración, aunque el proyecto, cuya reconstrucción estaba organizada por ADER-Fes (Agence pour la Dédensification et la Réhabilitation de la médina de Fès), ha sido insatisfactorio hasta la actualidad. La estructura y fachada de la vivienda fue restaurada en 2003.
La asociación tiene el ánimo de realizar una copia en el seno de su sede situada en la calle Moulay Abdelmalek, en el barrio de Tal’aa. 

## Biografía
•	Antonio Fernández-Puertas. 2010. Clepsidras y relojes musulmanes.

•	Ricard P. 1924. "L'Horloge de la Médersa Bou-Anania de Fès" en: Bulletin de la Société de Géographie d'Alger et de l'Afrique du Nord, vol. 25: pp. 248–254.

•	D.J. de Solla Price, "Mechanical Waterclocks of the 14th Century in Fez, Morocco" in: Proceedings of the Tenth International Congress of the History of Science (Ithaca, N.Y, 1962). Paris: Hermann, pp. 599–602.

•	Tazi, Rajae, "L’horloge Hydraulique Bouanania, une énigme enfin perçue par des spécialistes du patrimoine" in Jeunes Du Maroc, Portail des Jeunes, 16 de diciembre de 2004.

•	Tazi, Abdelhadi 1981-85. "L'horloge hydraulique." In: Le mémorial du Maroc. Rabat: Editions Nord, vol. 3, pp. 53–71.

•	Hill, D.R. 1976. On the Construction of Water Clocks. Kitāb Arshimīdas fī ‘amal al-binkāmāt. London: Turner & Devereaux.

•	Hill, D.R. 1981. Arabic Water-Clocks. Aleppo: Institute for the History of Arabic Science.